# Mathias Grassow
Mathias Stephan Grassow (* 1963; † 13. August 2025) war ein deutscher Musiker.
Grassow ist international als Keyboarder bekannt für seine Produktion mit dem Ex-Popol Vuh-Musiker Klaus Wiese. Er spielte in den 1970er-Jahren Schlagzeug und Gitarre und stieg in den 1980er-Jahren auf Keyboard um. Seit den späten 1980er Jahren spezialisierte er sich auf Ambient, speziell auf Drones – sich sehr langsam entwickelnde Klanglandschaften mit gleichbleibendem Grundton (Bordun), facettenreichen Obertönen, vielfach jedoch völlig ohne Rhythmus oder Melodie – und erforschte deren Effekte auf die menschliche Psyche (altindisches Nada-Yoga). Oft mischte er in seine dichten elektronischen Klangteppiche akustische Klänge unter Zuhilfenahme von Stimme, Tambura, Zither, Flöten, Klangschalen und selbstgebauten Instrumenten. Seine Kunst ist beeinflusst von fernöstlicher Philosophie, dem Sufismus sowie keltischer und schamanisch-nordeuropäischer Musik.
Die Anerkennung in der internationalen Ambientszene als „king of the ambient drone“ führte zu vielen Kollaborationen mit anderen Künstlern, z. B. mit Ted De Jong, Jim Cole, Rüdiger Gleisberg, Amir Baghiri, Oöphoi, Tomas Weiss (Aestrata), Heikki Lindgren, Claudia Barth, Stefano Musso (Alio Die), Carsten Agthe, Siegmar Fricke, Bruno Sanfilippo, Jiří Mazánek, John Haughm, Anton Shafarostov (Closing The Eternity), Luigi Seviroli, Michael Brückner, Greg Moorcroft (eyes cast down), Evgeny Vladimirovich (Heavenly Hermit), Marcel Trettin, Agalloch, Louisa John-Krol und Cornelia Kern.
In den letzten Jahren lebte und arbeitete er in Bad Soden.